# Повернення земель і населення Імператору
Повернення земель і населення Імператору (яп. 版籍奉還, はんせきほうかん, хансекі хокан) — адміністративно-політична реформа Імператорського уряду Японії часів реставрації Мейджі, що ставила на меті централізацію та унітаризацію країни. Здійсненна 25 липня 1869 року. Полягала в поверненні Імператору Японії та його уряду верховенства над землями і населенням автономних ханів країни.

## Короткі відомості
11 червня 1868 Імператорський уряд, який утворився після ліквідації сьоґунату Токуґава, встановив новий адміністративний поділ країни. Згідно з указом, Японія поділялася на 33 префектури, що безпосередньо залежали від уряду, та 277 ханів, що були невеликими автономними уділами. Перші перебували під прямим контролем урядових держслужбовців, а останні — під владою напів-незалежних володарів даймьо. Дві треті усієї території країни перебувала у відомстві ханів.
Неефективність нового адміністративного поділу, що залишав пережитки попередньої епохи, довела громадянська війна 1868—1869 років. Вона виснажила державний бюджет, який поповнювався виключно за рахунок префектур, і розвалила самостійні фінансові системи ханів. Аби знайти додаткові джерела для фінансування армії, уряд мусив стати на шлях унітаризації країни: перепорядкувати собі землі та населення ханів, щоб отримувати з них прибуток. З іншого боку, володарі ханів прагнули з власної волі прагнули повернути свої володіння уряду, щоб уникнути відповідальності за соціально-економічні негаразди, спричинені їхнім урядуванням.
В грудні 1868 володар Хімедзі-хану Сакаї Тадакуні першим звернувся до уряду з пропозицією повернути свої володіння і населення Імператору. Проте група урядовців на чолі з Кідо Такайосі та Окубо Тосіміті, які ініціювали в уряді ідею передачі земель, відмовили йому. Останні терміново звернулися до володарів своїх ханів — Сімадзу Тадайосі з Сацума-хану, Морі Такатіки з Тьосю-хану, Ямауті Тойосіґе з Тоса-хану й Набесіми Наохіро з Саґа-хану — аби ті, першими повернули свої володіння Імператору і показали приклад іншим. 3 березня 1869 року ці чотири володарі спільно подали Імператору прохання прийняти їхні землі і підданих. За зразком четвірки так само вчинили керівники решти ханів. 25 липня 1869 року Імператор Мейджі офіційно прийняв їхні прохання, формально перейнявши на себе безпосередній контроль над усією територією та мешканцями країни.
Реформа із поверненням земель і населення посилювала позиції центрального Імператорського уряду. Колишні володарі ханів ставали державними службовцями і призначалися на посади голів цих самих ханів. Дохід ханів і дохід голів розмежовувався. Останні отримували лише одну десяту частину доходу хану, яка вважалася державною платнею. Колишні васали володарів перетворювалися на чиновників регіональних адміністрацій, залежних від центрального уряду, а не голови хану. Вони так само утримувалися державою, хоча їхня зарплатня була сильно урізана. Решту доходу з хану отримував центральний уряд.
В результаті реформи стосунки «пана-слуги» між колишнім володарем та його підданими — самураями, селянами, ремісниками і торговцями — зникли. Це дало змогу уряду провести соціальні реформи, скеровані на ліквідацію старої станової системи та утворення нової. Колишні володарі були інтегровані до стану «титулованої шляхти», самураям надали статус «нетитулованої шляхти», а селян, ремісників і торгівців урівняли в правах, сформувавши стан «простого люду».
Однак повернення земель і населення Імператору не вирішило основного завдання: унітарності Японії досягнуто не було. Новопризначені голови ханів де-факто залишали за собою права збирати податки і скликати війська на підконтрольних землях. Існування регіональних чиновників було перепоною на шляху централізації системи управління. Це породило необхідність нової реформи — ліквідації ханів та утворення префектур.